# Falniowskia neglectissima
Falniowskia neglectissima là một loài ốc nước ngọt có nắp, là động vật chân bụng sống dưới nước động vật thân mềm trong họ Hydrobiidae, the snouted ốc nước ngọt.

## Phân bố
Loài này thường gặp ở miền nam Ba Lan và Slovakia.

## Môi trường sống
Loài ốc này thường sống ở các con suối.